# Lista de prêmios e indicações recebidos por Kathy Bates
Está é uma lista dos principais prêmios e indicações da atriz americana Kathy Bates.

## Óscar
| Ano  | Categoria                | Filme          | Resultado |
| ---- | ------------------------ | -------------- | --------- |
| 1991 | Melhor Atriz             | Misery         | Venceu    |
| 1999 | Melhor Atriz Coadjuvante | Primary Colors | Indicado  |
| 2003 | Melhor Atriz Coadjuvante | About Schmidt  | Indicado  |
| 2020 | Melhor Atriz Coadjuvante | Richard Jewell | Indicado  |

## Globo de Ouro
| Ano  | Categoria                                | Filme                             | Resultado |
| ---- | ---------------------------------------- | --------------------------------- | --------- |
| 1991 | Melhor Atriz em Filme Dramático          | Misery                            | Venceu    |
| 1992 | Melhor Atriz em Filme de Comédia/Musical | Fried Green Tomatoes              | Indicado  |
| 1997 | Melhor Atriz Coadjuvante em Televisão    | The Late Shift                    | Venceu    |
| 1999 | Melhor Atriz Coadjuvante em Cinema       | Primary Colors                    | Indicado  |
| 2000 | Melhor Atriz Coadjuvante em Televisão    | Annie                             | Indicado  |
| 2003 | Melhor Atriz Coadjuvante em Cinema       | About Schmidt                     | Indicado  |
| 2014 | Melhor Atriz Coadjuvante em Televisão    | American Horror Story: Freak Show | Indicado  |
| 2020 | Melhor Atriz Coadjuvante em Cinema       | Richard Jewell                    | Indicado  |
| 2024 | Melhor Atriz em Série Dramática          | Matlock                           | Indicado  |

## BAFTA
| Ano  | Categoria                | Filme                | Resultado |
| ---- | ------------------------ | -------------------- | --------- |
| 1992 | Melhor Atriz Coadjuvante | Fried Green Tomatoes | Indicado  |
| 1999 | Melhor Atriz Coadjuvante | Primary Colors       | Indicado  |

## SAG Awards
| Ano  | Categoria                               | Filme                  | Resultado |
| ---- | --------------------------------------- | ---------------------- | --------- |
| 1997 | Melhor Atriz em Minissérie ou Telefilme | The Late Shift         | Venceu    |
| 1998 | Melhor Elenco                           | Titanic                | Indicado  |
| 1999 | Melhor Atriz Coadjuvante                | Primary Colors         | Venceu    |
| 2000 | Melhor Atriz em Minissérie ou Telefilme | Annie                  | Indicado  |
| 2003 | Melhor Atriz Coadjuvante                | About Schmidt          | Indicado  |
| 2003 | Melhor Atriz em Minissérie ou Telefilme | My Sister's Keeper     | Indicado  |
| 2012 | Melhor Atriz em Série Dramática         | Harry's Law            | Indicado  |
| 2012 | Melhor Elenco                           | Midnight in Paris      | Indicado  |
| 2025 | Melhor Atriz em Série Dramática         | Matlock                | Indicado  |
| 2025 | Melhor Atriz em Minissérie ou Telefilme | The Great Lillian Hall | Indicado  |

## Emmy Awards
| Ano  | Categoria                                           | Filme                             | Resultado |
| ---- | --------------------------------------------------- | --------------------------------- | --------- |
| 1996 | Melhor Atriz Coadjuvante em Minissérie ou Telefilme | The Late Shift                    | Indicado  |
| 1999 | Melhor Direção de Minissérie ou Telefilme           | Dash And Lilly                    | Indicado  |
| 1999 | Melhor Atriz Convidada em Série de Comédia          | 3rd Rock From The Sun             | Indicado  |
| 2000 | Melhor Atriz Coadjuvante em Minissérie ou Telefilme | Annie                             | Indicado  |
| 2003 | Melhor Atriz Convidada em Série Dramática           | Six Feet Under                    | Indicado  |
| 2005 | Melhor Atriz Coadjuvante em Minissérie ou Telefilme | Warm Springs                      | Indicado  |
| 2006 | Melhor Atriz em Minissérie ou Telefilme             | Ambulance Girl                    | Indicado  |
| 2010 | Melhor Atriz Coadjuvante em Minissérie ou Telefilme | Alice                             | Indicado  |
| 2011 | Melhor Atriz em Série Dramática                     | Harry's Law                       | Indicado  |
| 2012 | Melhor Atriz em Série Dramática                     | Harry's Law                       | Indicado  |
| 2012 | Melhor Atriz Convidada em Série de Comédia          | Two and a Half Men                | Venceu    |
| 2014 | Melhor Atriz Coadjuvante em Minissérie ou Telefilme | American Horror Story : Coven     | Venceu    |
| 2015 | Melhor Atriz Coadjuvante em Minissérie ou Telefilme | American Horror Story: Freak Show | Indicado  |
| 2016 | Melhor Atriz Coadjuvante em Minissérie ou Telefilme | American Horror Story: Hotel      | Indicado  |